# Binacet
Binacet (en aragonès Binacet, en castellà i oficialment Binaced) és un municipi aragonès a la província d'Osca i enquadrat a la comarca del Cinca Mitjà. Compta amb el nucli de Vallcarca (en castellà Valcarca); Casesnoves, despoblat des de la Guerra de Successió Espanyola i repoblat amb la construcció del canal de Saidí, un canal secundari del Canal d'Aragó i Catalunya, al començament del segle xx; i Ripoll. A aquest llogaret l'any 1609 durant l'expulsió dels moriscos hi havia 13 focs o cases.